# Le crime, c'est notre business
Pour plus de détails, voir Fiche technique et Distribution.
Le crime, c’est notre business (The Split) est un film américain réalisé par Gordon Flemyng et sorti en 1968. Il s'agit d'une adaptation du roman The Split (ou The Seventh) de la série Parker de Richard Stark. Dans le film, le personnage principal — incarné par Jim Brown — n'est pas nommé Parker mais McClain .

## Résumé
McClain, un gangster afro-américain, revient à Los Angeles après deux ans d'absence. Il retourne habiter chez Elly, son ex-femme et prend contact avec Gladys, une ancienne complice qui lui propose d'organiser un hold-up. Il s'agit de voler la recette d'un grand stade de Los Angeles pendant un match de football. Il ne reste plus qu'à recruter des complices, de préférence des professionnels du crime. Un quatuor, trié sur le volet, est donc engagé. Le jour dit, l'opération se déroule sans anicroche et McClain dépose le butin dans l'appartement de son ex-femme. Peu de temps après, leur voisin, un certain Herb Sutro, fait irruption chez eux en l'absence de McClain et tente de violer Ellie avant de l'abattre. Découvrant par hasard l'argent, il s'en empare et l'emmène chez lui.

## Fiche technique
- Titre : Le crime, c’est notre business
- Titre original : The Split
- Réalisation : Gordon Flemyng
- Scénario : Robert Sabaroff, d'après le roman The Seventh de Richard Stark
- Musique : Quincy Jones
- Photographie : Burnett Guffey
- Montage : Rita Roland
- Production : Irwin Winkler et Robert Chartoff
- Sociétés de production : Metro-Goldwyn-Mayer et Spectrum
- Société de distribution : Metro-Goldwyn-Mayer
- Pays de production :  États-Unis
- Langue originale : anglais
- Format : Couleur - Mono - 35 mm - 2.35:1
- Genre : Action, film de gangsters, drame et thriller
- Durée : 90 minutes
- Dates de sortie[2] :
  - États-Unis : 4 novembre 1968
  - France : 30 juillet 1969

## Distribution
- Jim Brown (VF : Sady Rebbot) : McClain
- Ernest Borgnine (VF : André Valmy) : Bert Clinger
- Julie Harris (VF : Michèle André) : Gladys
- Jack Klugman (VF : Jacques Thébault) : Harry Kifka
- Warren Oates (VF : Jacques Deschamps) : Marty Gough
- Diahann Carroll : Ellie
- Gene Hackman (VF : Robert Bazil) : le lieutenant Walter Brill
- Donald Sutherland (VF : Georges Poujouly) : Dave Negli
- James Whitmore (VF : Michel Roux) : Herb Sutro
- Joyce Jameson (VF : Michelle Bardollet) : Jennifer
- Jackie Joseph (VF : Perrette Pradier) : Jackie
- Warren Vanders (VF : Georges Atlas) : Mason
- George Cisar (VF : Pierre Collet) : Charlie, le portier de l'hôtel